# Lucio Atilio Prisco
Lucio Atilio Prisco (fl. IV secolo a.C.) è stato un politico romano.

## Primo tribunato consolare
Nel 399 a.C. fu eletto tribuno consolare con Gneo Genucio Augurino, Marco Pomponio Rufo, Gaio Duilio Longo, Marco Veturio Crasso Cicurino e Volero Publilio Filone.
Marco Veturio fu l'unico patrizio ad essere eletto alla massima magistratura romana per quell'anno.
Durante l'assedio contro Veio si registrò un improvviso afflusso di contingenti di Capenati e Falisci, che presero di sorpresa le forze romane assedianti, che però, memori di quanto accaduto qualche anno prima (nel 402 a.C.) con i tribuni consolari Manio Sergio Fidenate e Lucio Verginio Tricosto Esquilino, organizzarono prontamente una controffensiva che mise in fuga i nemici.

## Secondo tribunato consolare
Nel 396 a.C. fu eletto tribuno consolare con Publio Licinio Calvo Esquilino, Publio Melio Capitolino, Gneo Genucio Augurino, Lucio Titinio Pansa Sacco e Quinto Manlio Vulsone Capitolino.
Mentre continuava l'assedio di Veio, Lucio Titinio e Gneo Genucio marciarono contro i Falisci ed i Capenati, ma furono da questi sorpresi in un'imboscata. Gneo Genucio morì combattendo, mentre Titino riuscì a riparare con i superstiti.
La notizia della rovina dell'esercito romano fece cadere Roma, ed i soldati che assediavano Veio, nel panico, tanto che alcuni di questi tornarono in città.
(Tito Livio, "Ab Urbe Condita", V, 2, 18)
Solo la nomina di Marco Furio Camillo a dittatore riuscì a riportare la calma in città e nell'esercito, che rinfrancato, fu artefice della caduta di Veio, dopo un decennale assedio.